# Вісник економіки
«Вісник економіки» — науковий журнал, заснований 1996 року Тернопільським національним економічним університетом. У лютому 2007 року видання пройшло перереєстрацію.
Свідоцтво про державну реєстрацію друкованого засобу масової інформації Серія КВ № 12265-1149пр від 1 лютого 2007 року. З 2021 року цей журнал виходить під назвою "Вісник економіки" у зв’язку зі зміною назви закладу вищої освіти з "Тернопільський національний економічний університет" на "Західноукраїнський національний університет".
Мови видання: українська.
Науковий журнал «Вісник ТНЕУ» призначений для теоретиків і практиків у сфері національної економіки, економіки й організації діяльності підприємств, менеджменту, фінансів, кредиту, оподаткування, бухгалтерського обліку, економічного аналізу та контролю, що дає змогу науковцям, фахівцям-практикам економічних профілів ознайомитись з науковими ідеями, науковими та науково-практичними розробками вчених-економістів.

## Тематика
- національна економіка
- фінанси і кредит
- світова економіка і міжнародні економічні відносини
- облік і аудит
- економіка підприємств
- ретроспектива економічної думки
- запрошуємо до дискусії
- критика і бібліографія
- наукове життя

## Наукометрія
Журнал включено до переліку фахових видань у галузі економічних наук.
Науковий журнал «Вісник економіки» внесено до кількох міжнародних наукометричних баз даних наукових видань та каталогів:
- Index Copernicus, Польща
- Google Scholar[3] (h-індекс — 13, i10-індекс — 28)

Електронний архів журналу зберігається в Національній бібліотеці України імені В. І. Вернадського та в інституційному репозитарії бібліотеки ім. Л.Каніщенка Західноукраїнського національного університету.

## Засновник
- Тернопільський національний економічний університет

## Адреса редакції
46009, м. Тернопіль, вул. Львівська, 11

## Редакційна колегія
Головний редактор
- Задорожний Зеновій, д. е. н., професор, Західноукраїнський національний університет, Україна

Заступники головного редактора:
- Мельник Алла, д. е. н., проф., Західноукраїнський національний університет, Україна
- Дерій Василь, д. е. н., проф., Західноукраїнський національний університет, Україна
- Хорунжак Надія, д. е. н., доц., Західноукраїнський національний університет, Україна

Редакційна колегія:
- Броль Річард, д. габ., проф., Вроцлавський економічний університет, Польща
- Дудар Тарас, д. е. н., проф., Західноукраїнський національний університет, Україна
- Желюк Тетяна, д. е. н., проф., Західноукраїнський національний університет, Україна
- Ішина Ірина, д. е. н., проф., Фінансовий університет при Уряді Російської Федерації, Росія
- Кириленко Ольга, д. е. н., проф., Західноукраїнський національний університет, Україна
- Козюк Віктор, д. е. н., проф., Західноукраїнський національний університет, Україна
- Крисоватий Андрій, д. е. н., проф., Західноукраїнський національний університет, Україна
- Крупка Ярослав, д. е. н., проф., Західноукраїнський національний університет, Україна
- Луців Богдан, д. е. н., проф., Західноукраїнський національний університет, Україна
- Ляшенко Оксана, д. е. н., проф., Західноукраїнський національний університет, Україна
- Савельєв Євген, д. е. н., проф., Західноукраїнський національний університет, Україна
- Сковронська Агнешка, д. габ., проф., Вроцлавський економічний університет, Польща
- Сохацька Олена, д. е. н., проф., Західноукраїнський національний університет, Україна
- Тарнавська Наталія, д. е. н., проф., Західноукраїнський національний університет, Україна
- Тонкова Станка, д. е. н., проф., Університет національного і світового господарства, Болгарія
- Янчук Лех, доктор, Люблінський Католицький університет Івана Павла ІІ, Польща